# Модлішевиці
Модлішевиці (пол. Modliszewice) — село в Польщі, у гміні Конське Конецького повіту Свентокшиського воєводства.
Населення — 1360 осіб (2011).
У 1975-1998 роках село належало до Келецького воєводства.

## Демографія
Демографічна структура на день 31 березня 2011 року:
|          | Загалом | Допрацездатний вік | Працездатний вік | Постпрацездатний вік |
| -------- | ------- | ------------------ | ---------------- | -------------------- |
| Чоловіки | 688     | 122                | 490              | 76                   |
| Жінки    | 672     | 125                | 377              | 170                  |
| Разом    | 1360    | 247                | 867              | 246                  |